# Північ штату Мінас-Жерайс (мезорегіон)
Північ штату Мінас-Жерайс (порт. Mesorregião do Norte de Minas) — адміністративно-статистичний мезорегіон в Бразилії, входить в штат Мінас-Жерайс. Населення становить 1591 тис. чоловік на 2006 рік. Займає площу 128 454,108 км². Густота населення — 12,4 чол./км².

## Склад мезорегіону
У мезорегіон входять наступні мікрорегіони:
1. Бокаюва
2. Гран-Могол
3. Жанауба
4. Жануарія
5. Монтіс-Кларус
6. Пірапора
7. Салінас

| Бразилія | Це незавершена стаття з географії Бразилії. Ви можете допомогти проєкту, виправивши або дописавши її. |